# Robert Pirsig
Robert Maynard Pirsig (født 6. september 1928 i Minneapolis, død 24. april 2017) var en amerikansk forfatter. Han er kendt for bogen Zen og kunsten at vedligeholde en motorcykel, der diskuterer kvalitet og værdi. Pirsig bruger en form, hvor han veksler mellem personlige oplevelser på sin rejse med sin søn og filosofiske overvejelser med udgangspunkt i Platons Faidros om spørgsmålet "Hvad er det gode?".
Pirsig kommer frem til, at den klassiske erkendelsesteori har reduceret spørgsmålet om erkendelse til et forhold mellem subjekt og objekt. Pirsig taler om en tredje mulighed, nemlig mødet mellem subjekt og objekt. Dette møde er et møde med kvalitet. I Pirsigs anden bog Lila taler Pirsig om moral. Moral skal her forstås som en kamp mellem de statiske værdier og de dynamiske. De statiske ligger i det fysiske, det biologiske og det samfundsmæssige plan. Mens de dynamiske værdier er nye ideer og tænkemåder. Det er følgelig umoralsk at lade biologiske værdier overstige de sociale, ligesom det er umoralsk at lade fysiske værdier dominere over biologiske, etc.

## Bøger
- Pirsig, Robert M.: Zen og kunsten at vedligeholde en motorcykel (oversat af Claus Bech), Borgen, 1974, 2. udgave, 18. oplag 2012, ISBN 978-87-418-7502-6
- Pirsig, Robert M.: Lila : en undersøgelse af moral (oversat af Claus Bech), Schønberg, 1992, ISBN 87-570-1455-8